# Camboulit
Camboulit ist eine französische Gemeinde mit 254 Einwohnern (Stand 1. Januar 2022) im Département Lot in der Region Okzitanien (vor 2016: Midi-Pyrénées). Die Gemeinde gehört zum Arrondissement Figeac und zum Kanton Figeac-1.
Der heutige Name der Gemeinde stammt laut Cassagne vom gallischen cambo (deutsch Kurve) ab. Er ging aus der Form camb-ul-ittum hervor. Die beiden Suffixe „ul“ und „ittum“ haben eine diminutive Bedeutung, so dass sich die Form mit „ganz kleine Kurve“ übersetzen lässt. Andere Theorien von Toponymisten des 19. Jahrhunderts leiteten den Namen aus dem lateinischen campus bellitus (deutsch hübsches, sonniges Feld) ab, sahen im Dorf eine Gründung des Galliers Cambolecti oder glaubten an ein Diminutiv des okzitanischen cambou (deutsch gute Erde).
Die Einwohner werden Camboulicois und Camboulicoises genannt.

## Geographie
Camboulit liegt circa sieben Kilometer westlich von Figeac in dessen Einzugsbereich (Aire urbaine) in der historischen Provinz Quercy.
Umgeben wird Camboulit von den fünf Nachbargemeinden:
| Cambes  | Lissac-et-Mouret                            |        |
| Boussac | Kompassrose, die auf Nachbargemeinden zeigt | Figeac |
|         | Béduer                                      |        |

Camboulit liegt im Einzugsgebiet des Flusses Garonne. Der Célé, ein Nebenfluss des Lot, bildet die natürliche Grenze zur südlichen Nachbargemeinde Béduer. Der Drauzou bildet die natürliche Grenze zur östlichen Nachbargemeinde Figeac.

## Einwohnerentwicklung
Nach Beginn der Aufzeichnungen stieg die Einwohnerzahl in der ersten Hälfte des 19. Jahrhunderts auf einen Höchststand von rund 625. In der Folgezeit sank die Größe der Gemeinde bei kurzen Erholungsphasen bis zu den 1960er Jahren auf rund 120 Einwohner, bevor sich eine Wachstumsphase einstellte, die bis heute anhält.
| Jahr      | 1962 | 1968 | 1975 | 1982 | 1990 | 1999 | 2006 | 2011 | 2022 |
| --------- | ---- | ---- | ---- | ---- | ---- | ---- | ---- | ---- | ---- |
| Einwohner | 145  | 121  | 134  | 199  | 221  | 206  | 235  | 264  | 254  |

## Sehenswürdigkeiten

### Ehemalige PfarrkircheSaint-Martin
Der größte Teil des Kirchengebäudes stammt vermutlich aus der zweiten Hälfte des 12. oder der ersten Hälfte des 13. Jahrhunderts. Im Jahre 1562 wurde die Kirche an die protestantische Gemeinde übergeben. Im 17. Jahrhundert wurde sie als ungenutzt angesehen. Obwohl eine Datierung auf das Mittelalter nicht ausgeschlossen ist, wird die Errichtung des Glockenturms über dem Joch des Chors und bisweilen auch des niedrigen Gewölbes des einschiffigen Langhauses dem Zeitraum zugeordnet, in dem die Kirche protestantisch war. Die Ruine wurde in den Jahren 1914 bis 1915 vom Architekten Henri Chaine restauriert. Insbesondere wurde die nördliche Wand des Langhauses rekonstruiert, die eingestürzt war.
Die Überbleibsel des Gebäudes erlauben eine Rekonstruktion der Kirche mit einer halbrunden Apsis, die sich an einem geraden Joch anschließt. Dünne Strebepfeiler außen an der Wand der Apsis entsprechen innen Blendarkaden mit dazwischenliegenden Fenstern. Sie gehen außen bis zum Gesims, dessen Konsolen fast alle ohne Verzierung sind. Die Kapitelle des Chors zeigen sich ebenfalls schmucklos glatt. Spitzbogenförmige Arkaden unterbrechen die Seitenwände des Chorjochs, die unweigerlich auf Durchgänge zu Seitenkapellen schließen lassen. Die Reste der angrenzenden Mauern aus Werksteinen jedoch sprechen eine andere Sprache. Sie führen auf Räume zurück, die in ihrer Dimension nicht passen, und es fehlen alle Spuren von früheren Gewölben.
Die Kirchenruine ist seit dem 1. August 1912 als Monument historique klassifiziert.

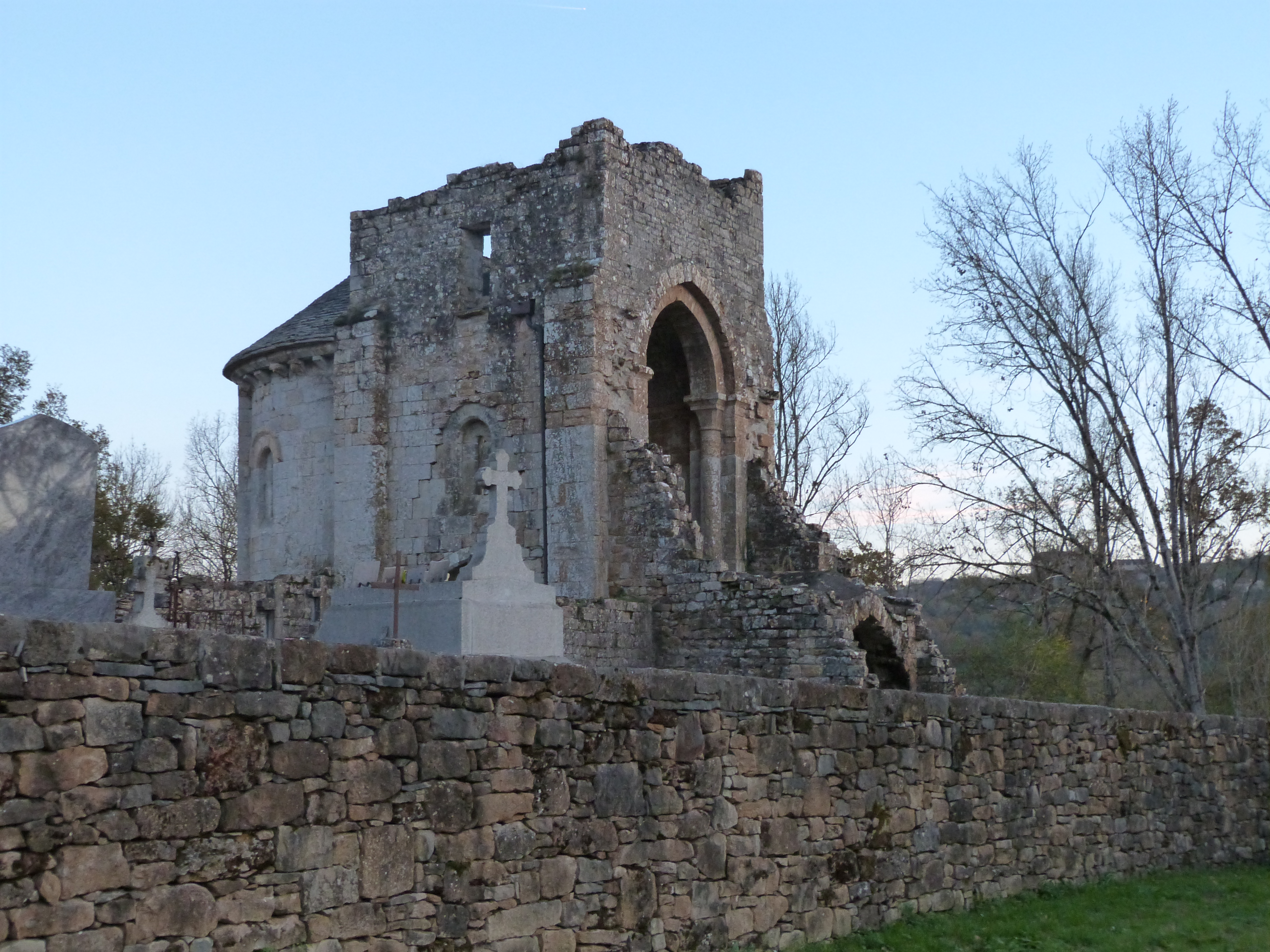
Ehemalige Pfarrkirche Saint-Martin
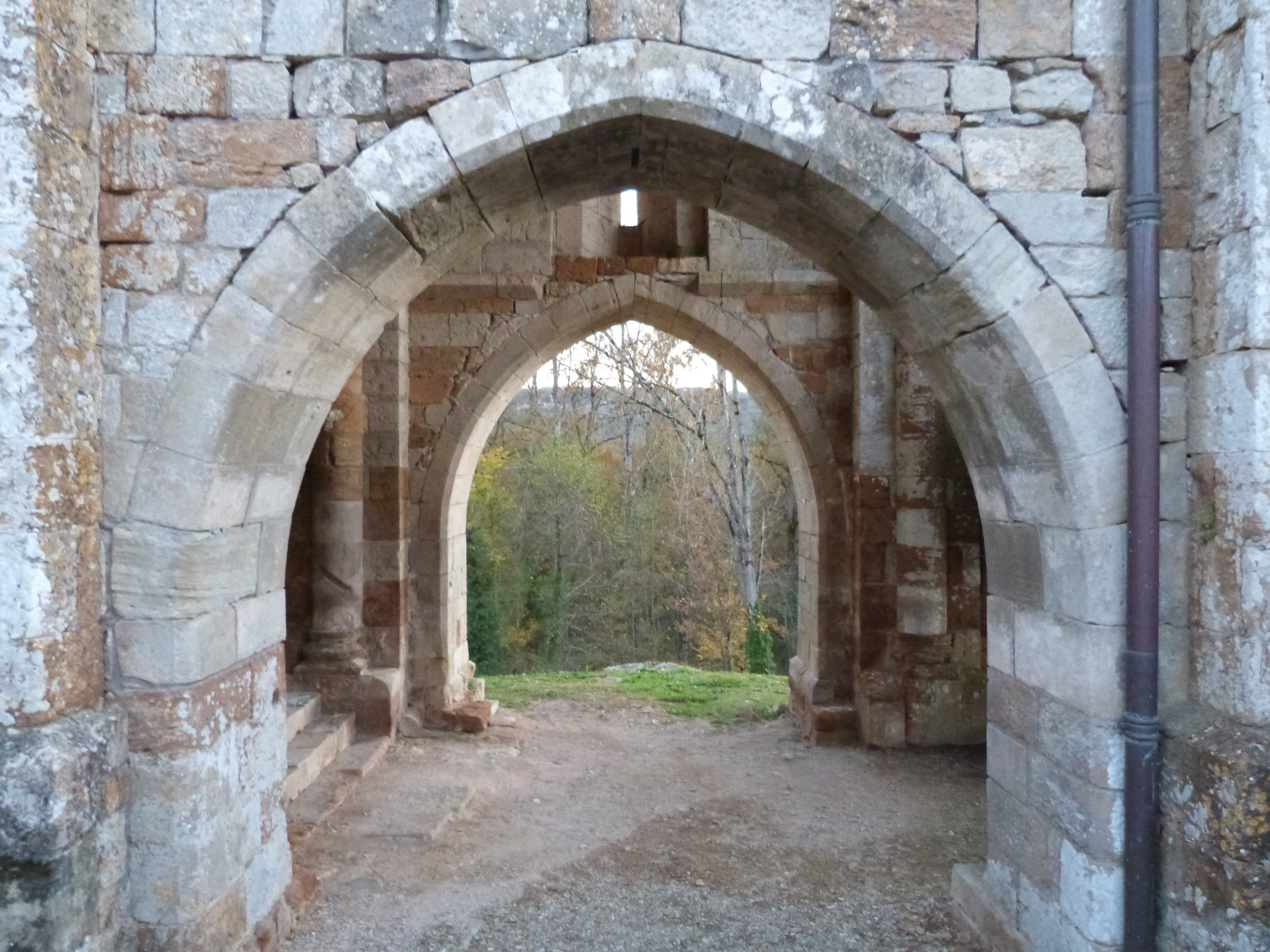
Blick von der Seite durch Arkaden
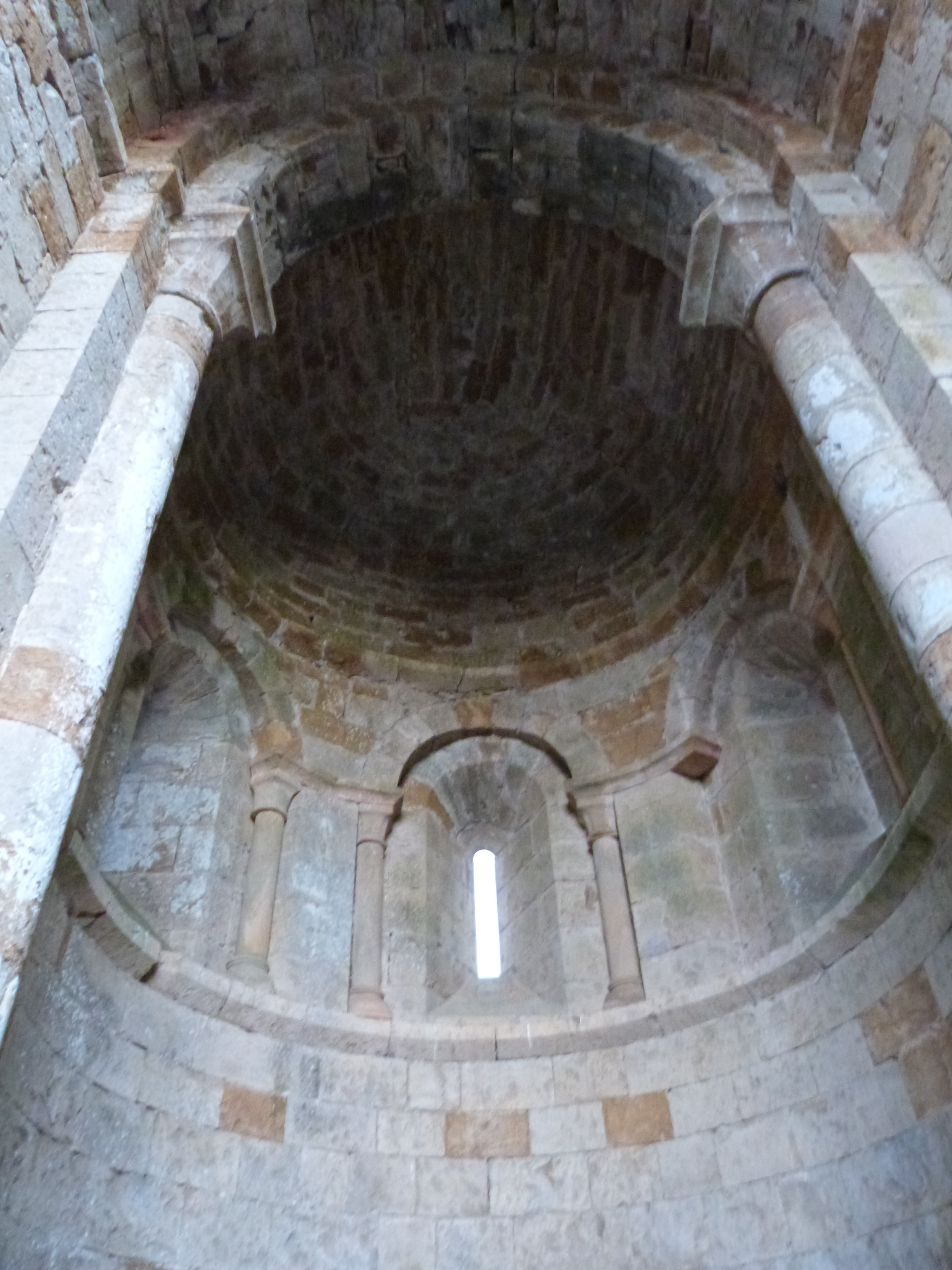
Innenansicht der Apsis

### Herrenhaus Meulhac
Das Feste Haus gehörte bis zur Französischen Revolution der Familie Cornély. Sie stammte ursprünglich aus dem Rouergue, siedelte sich gegen 1425 im Quercy an und besaß 1464 ein Viertel des Lehens von Camboulit. Die Cornélys haben zu keiner Zeit auf dem Anwesen gewohnt. Es war von Bauern und Erbpächtern belegt, die das Landgut bewirtschafteten. Während der Revolution wurde das Anwesen beschlagnahmt und als Nationalgut versteigert.
Das Gebäude hat einen polygonalen Schornstein bewahrt, der aus dem 13. oder 14. Jahrhundert datieren könnte. Der größte Teil des Wohntrakts stammt jedoch nicht vor dem 17. Jahrhundert. Dieser besteht aus mehreren Gebäudeteilen, zwei rechteckigen und einem runden Turm, jeweils mit unterschiedlichen Dachformen. Östlich des Wohntrakts sind Überreste eines Turms an ein Nebengebäude angebaut. Das Herrenhaus ist in Privatbesitz und der Öffentlichkeit nicht zugänglich.

### Herrenhaus La Gache
Von der mittelalterlichen Burg überdauerten nur Fundamente und einige Überbleibsel, die in das heutige Gebäude verbaut wurden. Das heutige Gebäude datiert aus dem späten 16. oder frühen 17. Jahrhundert. Im 14. Jahrhundert gehörte das Lehen der Familie Othon, die die Burg errichten und befestigen ließen. Im Jahre 1352 bezog Louis Othon die Burg. Seine Tochter Delphine erbte das Lehen und heiratete Pierre de Grammont, Seigneur von Camboulit. Im Jahre 1425 wurde sie Witwe und erlebte die Missgunst des Signeurs von Béduer, der sich der Ländereien bemächtigte. Es dauerte 26 Jahre, bis die inzwischen mit Guillaume de Lascazes wiederverheiratete Delphine ihre Güter wiedererlangte. Während der Hugenottenkriege blieb La Gache im Besitz der katholischen Familie Lascazes, die mit Gewalt gegen die protestantische Familie Comely, Seigneurs von Camboulit, opponierten. Im Jahre 1573 eroberte Charles de Comély die Burg und ließ sie schleifen. Nach mehreren blutigen Kämpfen versöhnten sich die beiden Familien, was in der Heirat von Françoise de Lascazes mit Marc de Comély im Jahre 1596 manifestiert wurde. Im Jahre 1634 verkaufte Jean de Lascazes, was von der früheren Burg übrig geblieben war, an Jean Cassagne, Bürger von Figeac. Im Jahre 1683 erlangte die Familie Gary die Grundherrschaft. Ein Mitglied der Familie, Beamter des Königs in der Sénéchaussée von Figeac, war 1774 noch anwesend. Nach der Französischen Revolution sah das Anwesen mehrere wechselnde Besitzer.
Die frühere Burg und an der gleichen Stelle das heutige Schloss sind auf einer Anhöhe über der Mündung des Drauzou in den Célé errichtet worden. Das Wohnhaus besitzt im Südwesten einen viereckigen Flügel aus regelmäßig verbauten Bruchsteinen mit einem vermauerten Fenster im obersten Stockwerk mit einem Sturz in Form eines Dreipasses. Dieser Teil des Gebäudes könnte der Turm der mittelalterlichen Anlage gewesen sein. Der langgestreckte nordwestliche Flügel mit einem Mauerwerk aus Werksteinen an seiner Südostseite kann aus der gleichen Zeit stammen. Die neu gebauten Gebäudeteile sind aus Bruchsteinen mit Verzahnungen aus Werksteinen gebaut. Die beiden Flügel sind durch einen schmalen Trakt verbunden. Diesem ist eine Treppen mit geraden Läufen vorangestellt, die sich zum Hof öffnet.

### Burgruine
Der Turm des heute nicht mehr vorhandenen Wohngebäudes und einige Mauerflächen können zu einer ersten Bauphase gehören, die aus dem 13. Jahrhundert datiert und die den Familien Barasc oder Cardaillac zugeschrieben werden kann. Während der folgenden Jahrhunderte belegt keine Quelle den Besitzer der Burg unter den zahlreichen Mit-Seigneurs. Ein Querstockfenster könnte eine Baumaßnahme belegen, die im 15. Jahrhundert, zweifellos aber nach dem Ende des Hundertjährigen Krieges stattgefunden hat. Der einzig erhaltene Turm der Ringmauer ist nicht vor dem 17. Jahrhundert errichtet worden. Die Wohngebäude wurden in den 1950er Jahren abgerissen.
Der genaue Standort der Burg im Zentrum der Gemeinde in der Nähe der Kirche lässt sich allein an einem großen unbebauten Platz und eines Teils der Ringmauer mit einem runden Eckturm im Norden ausmachen. Der Turm ist mit einer Schießscharte
mit Schlüsselloch bewehrt. Im Osten ist ein Teil der Ringmauer aus Werksteinen bewahrt worden.

### Turm Laudamie
Er befindet sich im Zentrum von Camboulit. Die Form der Zwillingsfenster im obersten von vier Stockwerken erlaubt die Datierung der Errichtung des Turms vor dem späten 13. oder dem frühen 14. Jahrhundert. Die restlichen Fenster und Türen wurden zu einem späteren Zeitpunkt eingesetzt. Die erstmalige, implizite Erwähnung des Bauwerks erfolgte im Jahre 1380.
Der Turm war an der Südseite ursprünglich mit einem Wohnhaus verbunden, wie an den Ansätzen an der Wand zu erkennen ist. Die Spuren von ehemals angebundenen Mauern in der Mitte der Ostfassade gehören zur ersten Ringmauer des befestigten Orts. Ursprünglich gab es vermutlich keinen Eingang im Erdgeschoss. Die spitzbogenförmig eingefasste Tür auf der Nordseite mit einem glatten Wappenschild auf dem Schlussstein wurde nachträglich eingebaut. Spuren von Änderungen sind beim Eingang auf der ersten Etage auf der gleichen Gebäudeseite sind hingegen sichtbar. Es gibt drei ursprüngliche Eingänge. Der eine auf der zweiten Etage der Ostseite führte zur Kurtine der Ringmauer. Die beiden anderen, deren Funktion unbekannt ist, befinden sich auf der zweiten und dritten Etage der Westseite.

## Wirtschaft und Infrastruktur

### Verkehr
Camboulit ist erreichbar über die Routes départementales 18, 21, 41 und 802.
Eine Linie des TER Occitanie, einer Regionalbahn der staatlichen SNCF, bedient die Strecke von Brive-la-Gaillarde nach Figeac, die das Gebiet der Gemeinde ohne Haltepunkt durchquert. Der nächste Bahnhof befindet sich in Figeac.

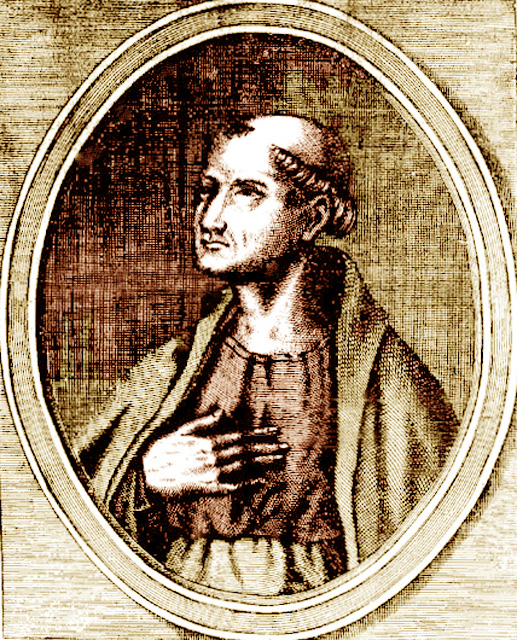
Bertrand Augier de La Tour

## Persönlichkeiten
- Bertrand Augier de La Tour, geboren um 1265 in Camboulit, gestorben 1332/33 in Avignon, war Kardinal und Generalminister des Franziskanerordens.[16]

- Guiral Ot oder Gérald Othon, geboren 1285 in Camboulit, gestorben 1349, war Bischof von Catania, Lateinischer Patriarch von Antiochia am Orontes und Generalminister des Franziskanerordens.[17]